# Phyllodactylus rutteni
Phyllodactylus rutteni este o specie de șopârle din genul Phyllodactylus, familia Gekkonidae, descrisă de Hummelinck 1940. Conform Catalogue of Life specia Phyllodactylus rutteni nu are subspecii cunoscute.